# Angelina Masdeu
Pour les articles homonymes, voir Masdeu.
Pas d'image ? Cliquez ici

a Compétitions nationales et continentales officielles uniquement.

b Matchs officiels uniquement.
Angelina Masdeu, née le 20 février 1977, est une joueuse internationale espagnole de rugby à XV et internationale de rugby à sept, de 1,70 m pour 70 kg, occupant les postes de troisième ligne centre et deuxième ligne pour le club de Gaztedi R.T. et INEF Lleida.

## Biographie
Angelina Masdeu participe au Tournoi des Six Nations.
Elle a été sélectionnée pour la Coupe du monde de rugby féminine 2006.

## Palmarès
- 38 sélections en équipe d'Espagne
- participations au Tournoi des Six Nations
- participations aux Coupe du monde 2002 et Coupe du monde 2006